# Ice Cube
O'Shea Jackson (n. 15 iunie 1969, Los Angeles, California, SUA), cunoscut sub numele de scenă Ice Cube, este un rapper și actor american. Este unul dintre cei mai mari artiști din muzica hip hop. El și-a început cariera ca membru fondator al controversatului grup de muzică rap N.W.A. și mai târziu a avut o carieră solo de succes în muzică și cinematografie. În 1992, s-a căsătorit cu Kimberly Woodruff și împreună au patru copii. Tot în 1992, el s-a convertit la Islam. De la mijlocul anilor 1990, Cube s-a concentrat mai mult asupra actoriei, cariera sa muzicală trecând pe locul secund. Totuși el a rămas un personaj important pe scena rapului de pe Coasta de Vest, dând o mână de ajutor la crearea genului de rap gangsta rap. El este cunoscut în special pentru versurile sale incendiare pe teme politice sau teme rasiale, particularizând tratamentul pe care îl primește comunitatea de afro-americani în Statele Unite ale Americii, fiind total antirasism.

## Viața și cariera
Cube s-a născut în South Central Los Angeles, fiind fiul lui Doris, lucrătoare la spital, și Andrew Jackson, muncitor la UCLA. El a fost născut și crescut în South Central Los Angeles. La vârsta de șaisprezece ani, a început să-și dezvolte interesul pentru muzica hip hop, și a început să scrie versuri încă de pe când studia la liceul Taft. In 1987 a inceput studiile superioare la Institutului de Tehnologie Pheonix, studiind Desen Arhitectural.
. Împreună cu prietenul său, Sir Jinx, Cube a format trupa C.I.A., și obișnuiau să cânte la petrecerile organizate de Dr. Dre.

### N.W.A.
În 1987, Cube și Dr. Dre au lansat piesa „ My Posse”, sub numele de CIA. După această colaborare, Cube i-a arătat lui Eazy-E versurile piesei "Boyz-n-the-Hood". Eazy-E până la urmă a înregistrat această piesă, care a apărut odată cu albumul de lansare N.W.A, „N.W.A. and the Posse”. 
În aceste momente, Cube era deja membru cu drepturi depline al trupei N.W.A. împreună cu Dr. Dre și MC Ren. Cube le scrisese lui Dr. Dre și Eazy-E versurile pentru albumul reprezentativ al grupului, „Straight Outta Compton”, lansat în 1988. Odată cu apropierea anilor 1990, Cube și-a reconsiderat poziția față de managerul trupei, Jerry Heller, după ce acesta le aranjase o nouă înțelegere financiară. Cube face următoarele afirmații în cartea sa: 
„Heller mi-a dat acest contract, iar eu am spus că vreau să îl vadă mai întâi un avocat. Când a auzit, era să cadă de pe scaun. Nu își imagina că am să refuz suma aceea de bani (75,000 $). Toată lumea a semnat, însă eu voiam mai întâi să mă asigur că totul era în ordine. ”
Cum Ice Cube scrisese versurile la jumătate dintre albumele „Straight Outta Compton”, și „Eazy-Duz-It”, albumul solo al lui Easy-E, a fost sfătuit să înceapă procedurile de judecată cu Heller, pentru că acesta avea un procent prea mare din munca sa, iar în scurtă vreme a părăsit și trupa N.W.A.Drept răspuns la acțiunile lui Ice Cube, foștii săi colegi l-au atacat în piesa „100 Miles and Runnin'”, acesta urmând să apară pe ultimul albumul N.W.A „Efil4zaggin”.
Cube și-a înregistrat albumul solo de debut în New York, împreună cu trupa sa Da Lench Mob și the Bomb Squad (echipa de producție a trupei Public Enemy). „AmeriKKKa's Most Wanted” a fost lansat în 1990 și a fost un succes, contribuind la popularitatea muzicii rap în societate. Albumul a fost plin de controverse, Cube fiind acuzat că e misogin și că încurajează rasismul.
În 1991, Cube și-a lansat cel de-al doilea album solo, „Death Certificate” acest album fiind chiar mai controversat decât primul, criticii catalogându-l drept antisemit, misogin și chiar rasist.
De pe album se evidențiază piesele „No Vaseline” , fiind un atac îndreptat împotriva celor de la N.W.A., și „Black Korea” considerată ca fiind o profeție a revoltelor ce aveau să aibă loc în Los Angeles în anul 1992. În 1992, Cube împreună cu Lollapalooza au avut un turneu de succes în țară, având ca rezultat mărirea considerabilă a numărului de fani. Tot în acel an, Ice Cube s-a convertit la islam. 
În noiembrie 1992 lansează cel de-al treilea album The Predator, care fusese înregistrat în timpul revoltelor ce aveau loc la Los Angeles.

## Televiziune
| Titlu                          | An   | Rol                         | Note            |
| ------------------------------ | ---- | --------------------------- | --------------- |
| Boyz n the Hood                | 1991 | Darin "Doughboy" Baker      | rolul principal |
| Trespass                       | 1992 | Savon                       | rolul principal |
| CB4                            | 1993 | rolul său                   | Cameo           |
| The Glass Shield               | 1995 | Teddy Woods                 | rolul principal |
| Higher Learning                | 1995 | Fudge                       | rolul principal |
| Friday                         | 1995 | Craig Jones                 | rolul principal |
| Dangerous Ground               | 1997 | Vusi Madlazi                | rolul principal |
| Anaconda                       | 1997 | Danny Rich                  | rol principal   |
| The Players Club               | 1998 | Reggie                      | rol secundar    |
| I Got The Hook Up              | 1998 | Alergătorul cu armă         | rol secundar    |
| Three Kings                    | 1999 | SSgt. Chief Elgin           | rol principal   |
| Thicker Than Water             | 1999 | Slink                       | rol secundar    |
| Next Friday                    | 1999 | Craig Jones                 | rol principal   |
| Ghosts of Mars                 | 2001 | James 'Desolation' Williams | rol principal   |
| All About The Benjamins        | 2002 | Detectivul Bucum            | rol principal   |
| BarberShop                     | 2002 | Calvin Palmer               | rol principal   |
| Friday After Next              | 2002 | Craig Jones                 | rol principal   |
| Torque                         | 2004 | Trey                        | rol principal   |
| BarberShop 2: Back in Business | 2004 | Calvin Palmer               | rol principal   |
| Are We There Yet?              | 2005 | Nick Persons                | rol principal   |
| XXX: State of the Union        | 2005 | Darius Stone                | rol principal   |
| Are We Done Yet?               | 2007 | Nick Persons                | Main Role       |
| First Sunday                   | 2008 | Durell                      | rol principal   |
| The Longshots                  | 2008 | Curtis Plummer              | rol principal   |
| Janky Promoters                | 2009 | Russell Redds               | rol principal   |
| Lottery Ticket                 | 2010 | Jerome "Thump" Washington   | rol secundar    |
| New Year's Film                | 2011 | Police Officer              | rol secundar    |
| Rampart                        | 2011 | TBA                         | TBA             |
| 21 Jump Street                 | 2012 | Capt. Dickson               | rol principal   |
| Ride Along                     | 2014 | Detectiv James Payton       | rol principal   |
| 22 Jump Street                 | 2014 | Cpt. Dickson                | rol secundar    |
| The Book Of Life               | 2014 |                             |                 |
| Ride Along 2                   | 2016 | Detectiv James Payton       | rol principal   |
| Fist Fight                     | 2017 | Strickland                  | rol principal   |

| Titlu                       | An           | Rol      | Note           |
| --------------------------- | ------------ | -------- | -------------- |
| Are We There Yet? TV series | 2010–present | Terrence | Recurring Role |